# Línea E1 (Euskotren Trena)

La línea E1, previamente la Línea 1 de EuskoTren, es el principal trayecto ofrecido por Euskotren Trena, servicio y división de Euskotren. Se trata de una línea regional y de cercanías que parte por el oeste desde la estación de Matiko-Bilbao, y finaliza en su extremo este en la estación de Amara-Donostia, enlazando entre sí las ciudades  de Bilbao en la provincia de Vizcaya y San Sebastián en la provincia de Guipúzcoa, en el País Vasco en España, así como numerosos municipios intermedios en ambos territorios. En sus tramos iniciales en ambos extremos oeste y este, en los que se ofrece una mayor frecuencia de servicio, comparte su trazado con sendas líneas de metro de cada provincia, gestionadas por el mismo operador: la totalidad de la línea L3 de la red de metro de Bilbao, y parte de la línea E2 del TOPO de San Sebastián. En Vizcaya, también comparte trazado con las líneas de cercanías E3 y E4 de Euskotren. La línea utiliza mayoritariamente la infraestructura de los antiguos Ferrocarriles Vascongados.
Su recorrido dibuja el trazado troncal, y más extenso, de la red ferroviaria propiedad de Euskal Trenbide Sarea. Abarca las zonas tarifarias de la 1 a la 5 del Consorcio de Transportes de Bizkaia (CTB) y las zonas de la 4 a la 2 de la Autoridad Territorial del Transporte de Guipúzcoa (ATTG/TGG). En la actualidad, ambas autoridades de transporte extienden sus sistemas de zonificación a la provincia contigua, por lo que es posible utilizar sus respectivos soportes de pago recargables (las tarjetas Barik y Mugi, respectivamente), además de la tarjeta alavesa BAT, para realizar viajes tanto provinciales como interprovinciales en esta línea.

## Historia y uso
El trayecto íntegro de la línea E1 es de una longitud extraordinariamente extensa para un servicio de su condición (mide más de 108 km). Dicha característica hace técnicamente posibles los viajes entre las capitales guipuzcoana y vizcaína; sin embargo, tanto su régimen de cercanías (con casi 40 paradas intermedias), como su trazado curvilíneo y su velocidad escasa (máximo 80 km/h), hacen del servicio inadecuado para cubrir la relación entre las dos ciudades, siendo en teoría necesarias 2 horas y 3 cuartos para realizar el viaje. Por ello, desde hace décadas, la mayor parte de viajeros opta por el autobús directo para trayectos entre Bilbao y San Sebastián, muy en especial por la línea DO01 de PESA/Lurraldebus (Bilbao-Zarauz-San Sebastián), que cubre la relación en 1 hora y cuarto a través de la autopista A-8.

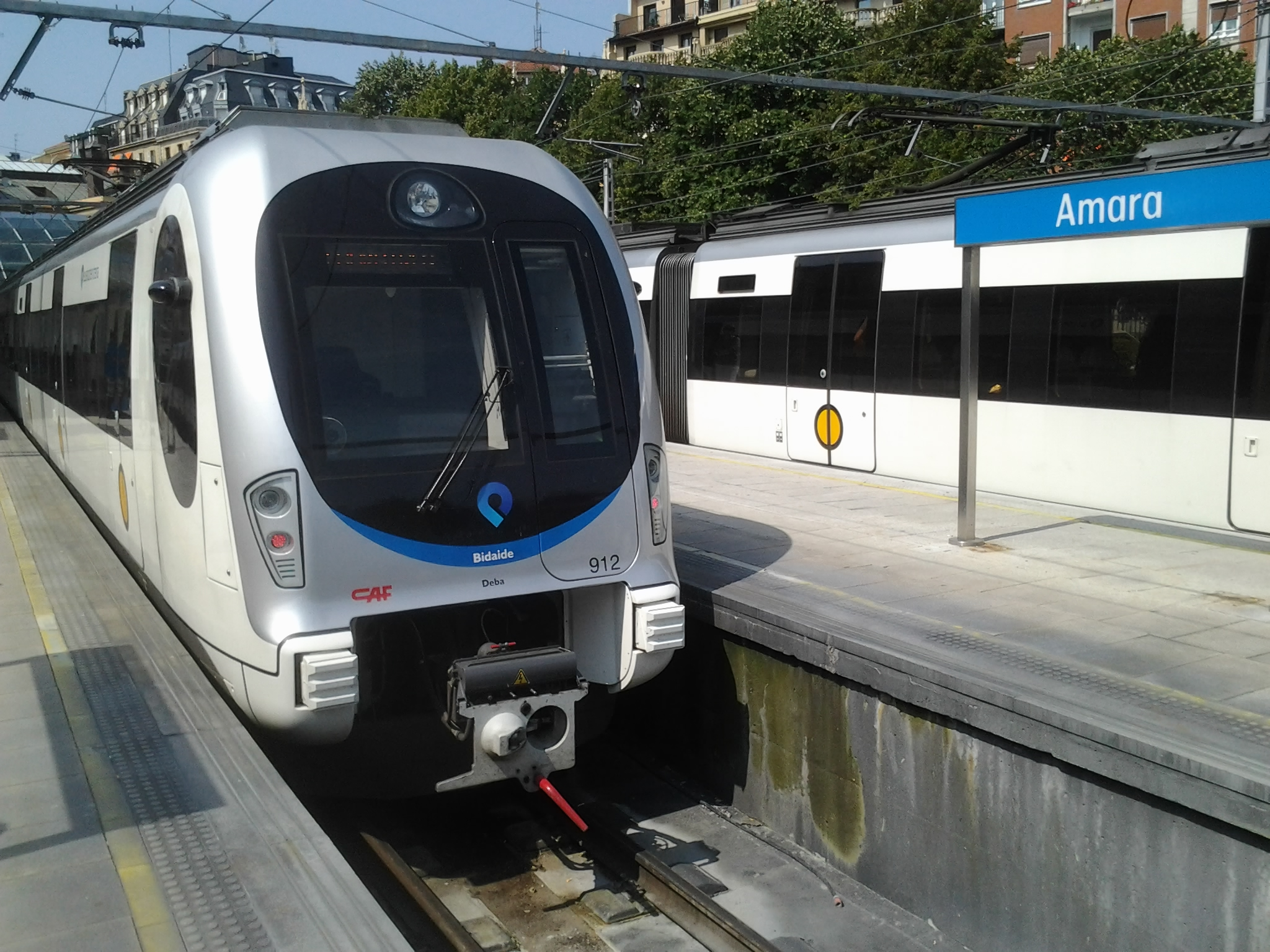
Una unidad de la Serie 900 de Euskotren (912) en la estación de Amara-Donostia, una de las cabeceras de la línea.

Por lo anterior, y pese a existir opción, la línea E1 es raramente utilizada para realizar el recorrido íntegro entre las capitales guipuzoana y vizcaína. En su lugar, el principal fin de la E1 es proveer al usuario la posibilidad de realizar viajes —cortos, por lo general— entre dos puntos de parada cualesquiera de la línea, aprovechando el trayecto continuo del tren entre las dos grandes ciudades. El usuario que lo desee siempre puede emplear la E1 para realizar viajes más largos. De esa manera, la línea sirve como un servicio "híbrido" entre uno de cercanías y otro regional, permitiendo en cualquier caso una mayor precisión en los puntos de inicio y final de viaje, con un coste más económico, y a cambio de un mayor tiempo de viaje. Es una filosofía similar a la seguida por el actual servicio Regional de Renfe, siendo el resto de líneas y las de metro equivalentes a los regionales cadenciados.
La vía férrea por la que se opera el servicio constituyó en su día el eje principal de la red de vía estrecha de Ferrocarriles Vascongados, antecesora directa de la actual Eusko Trenbideak (Euskotren). El trazado es la suma del Ferrocarril Central de Vizcaya (entre Bilbao y Durango), parte del Ferrocarril de Durango a Zumárraga (entre Durango y Éibar), el ramal a Elgóibar del anterior ferrocarril (entre Éibar y Elgóibar), y el Ferrocarril de Elgóibar a San Sebastián, tras cuya unificación y adaptación fue posible enlazar por ferrocarril ambas capitales a partir del 1 de enero de 1901. Desde esa fecha y hasta la popularización del transporte colectivo y de cargas por carretera, dicha vía fue la única infraestructura existente para el transporte rápido de mercancías y pasajeros entre las dos ciudades. Es el mismo cometido a cumplir por la futura Y vasca, hoy en construcción.

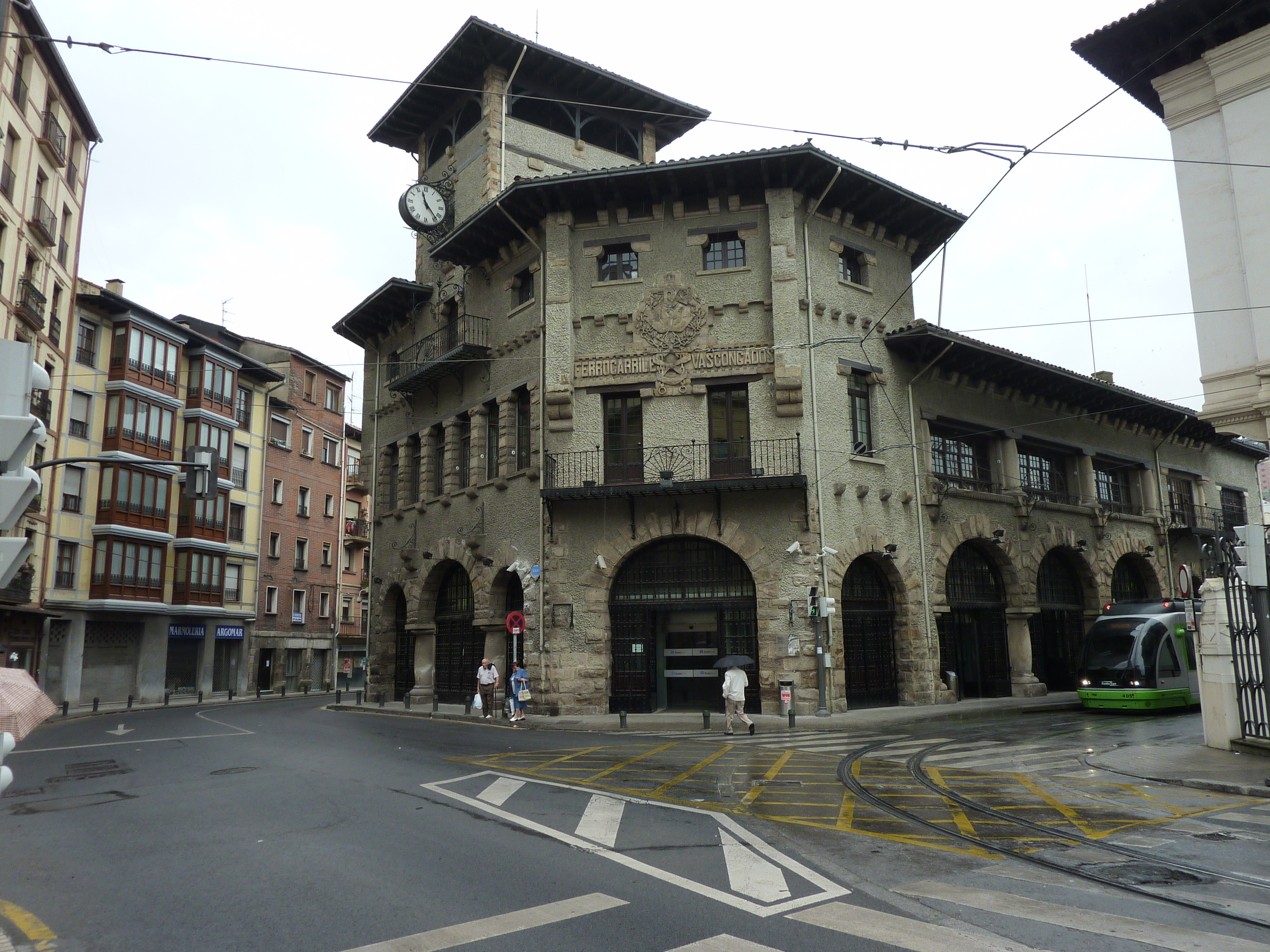
La veterana estación de Atxuri, inaugurada en 1912. Desde 1901 hasta 2017, su emplazamiento sirvió de cabecera bilbaína de la relación ferroviaria con San Sebastián.

A lo largo de su historia, desde 1982 hasta 2013, Euskotren ha ofrecido también, además de servicios de cercanías, servicios regionales como tal (con trayectos "de media distancia") entre Bilbao y San Sebastián. Algunos de los servicios históricos incluyen el BidExpress (inaugurado en 1988, desaparecido a comienzos de los noventa) y el efímero Euskopullman, un servicio de gama alta que existió entre 1998 y 1999. En dicho régimen, y en función del servicio concreto del que se tratase, los trenes partían desde las estaciones de cabecera —Amara en San San Sebastián, y Achuri en Bilbao, por aquel entonces— y recorrían todo el trayecto haciendo parada solo en estaciones intermedias destacadas, tales como Bolueta (correspondencia con el sistema de metro de Bilbao desde 1997), Amorebieta, o Eibar. Ello suponía un ahorro considerable de tiempo de viaje. Si bien fue paulatinamente reduciendo el número de relaciones por día, debido al descenso de la demanda, la compañía continuó ofreciendo distintos servicios semidirectos como tales, incluso sin una denominación específica, hasta que optó por suprimirlos de manera definitiva a comienzos de 2013.

### Trayectos notables dentro de la E1
Para reforzar las relaciones entre las poblaciones entre las que los usuarios suelen desplazarse más a menudo, solo una parte de los trenes de la E1 se emplean en trayectos completos de Bilbao a San Sebastián, y viceversa. Así, la mayoría de los trenes realizan viajes más cortos, con lo que los tramos de la línea que transcurren por las áreas metropolitanas de dichas capitales cuentan con mayor frecuencia:
Por un lado, los servicios de la E1 se integran directamente con las redes de metro de las dos capitales servidas, sirviendo en dicho régimen, con frecuencias entre los 7 y 8 minutos en cada sentido, los siguientes tramos:
- En el extremo oeste, se abarca la tercera línea de metro de Bilbao en su totalidad, desde la estación de Matiko en Bilbao hasta la de Kukullaga (en Echévarri)

- En el extremo este, se comparte con el trazado troncal de la red TOPO el recorrido entre las estaciones de Errekalde y Amara, ambas en San Sebastián.

Por otro lado, existen, dentro ya de la E1 y en régimen de cercanías, subtrayectos destacados con frecuencia de trenes reforzada y denominación popular propia:
- En el extremo oeste, la línea de Durango enlaza la cabecera bilbaína, Matiko, con el Duranguesado. En concreto, alcanza la estación de Traña, en Abadiano.
- En el extremo este, la línea de la Costa enlaza la cabecera donostiarra, Amara, con Urola Costa. En concreto, alcanza la estación de Zumaia, en el municipio homónimo.
- A mitad de recorrido, entre Vizcaya y Guipúzcoa, el tranvía refuerza la frecuencia de trenes entre las estaciones de Ermua y la de Eibar.

Además de los anteriores, existen también otras relaciones habituales sin nombre concreto, como aquellas que unen Bilbao con Amorebieta, Elgóibar, Deva, etc., planificadas para aprovechar el tráfico de unidades de refuerzo, o que son destinadas a otra línea —desde Amorebieta-Echano, por ejemplo, parte el ramal propio de la línea E4 hasta Bermeo. Desde 2014, por las mañanas (ida) y a mediodía (vuelta) de lunes a viernes, se ofrecen servicios semidirectos desde Durango y Traña-Matiena a Bilbao dentro de la línea de Durango, que omiten la práctica totalidad de estaciones intermedias; las estaciones de la red de metro en Bilbao (L3), no obstante, nunca son omitidas (tampoco por los directos).